# Drusus mixtus
Drusus mixtus là một loài Trichoptera trong họ Limnephilidae. Chúng phân bố ở miền Cổ bắc.